# Ślubu nie będzie
Ślubu nie będzie – drugi solowy album studyjny wokalistki Marysi Starosty, wydany 21 września 2018, nakładem wytwórni Universal Music Polska.
Wokalistka przygotowała płytę wraz z duetem producentów muzycznych pod nazwą Sampler Orchestra. Płyta została wydana w wersji podstawowej (10 utworów) oraz w wersji deluxe, zawierającej dwie dodatkowe piosenki. Album w podstawowej wersji był kolportowany w przedsprzedaży, cztery miesiące przed terminem premiery, od 24 maja 2018 przez sklep Prosto (należący do byłego partnera prywatnego i w duecie muzycznym Marii Starosty, Wojciecha „Sokoła” Sosnowskiego). Wersja deluxe płyty trafiła do dystrybucji za pośrednictwem Empik.
Album był promowany przez single do utworów „Dlatego” (2018), „Hibiskus” (2018), „Sama” (2019), „Nie” (2019). Ponadto zrealizowano teledyski do utworów: „Dlatego” (2018, reż. Piotr Smoleński), „Hibiskus” (2018, reż. Mateusz Holak), „Sama” (2018, reż. Rafał Gawryś).
Wydawnictwo Ślubu nie będzie zostało nominowane do nagród Fryderyki 2019 w kategorii Album roku alternatywa.

## Lista utworów
Wersja podstawowa
| Nr  | Tytuł utworu    | Muzyka                                            | Słowa                                                               | Długość |
| --- | --------------- | ------------------------------------------------- | ------------------------------------------------------------------- | ------- |
| 1.  | „Hiatus”        | Stanisław Koźlik, Paweł Moszyński, Maria Starosta | Maria Starosta                                                      | 3:37    |
| 2.  | „Hibiskus”      | Stanisław Koźlik, Paweł Moszyński, Maria Starosta | Paweł Moszyński, Maria Starosta                                     | 4:00    |
| 3.  | „Dlatego”       | Stanisław Koźlik, Paweł Moszyński, Maria Starosta | Maria Starosta                                                      | 3:36    |
| 4.  | „Spowalniacze”  | Stanisław Koźlik, Paweł Moszyński                 | Stanisław Koźlik, Maria Starosta                                    | 4:25    |
| 5.  | „Nie”           | Stanisław Koźlik, Paweł Moszyński, Maria Starosta | Stanisław Koźlik, Paweł Moszyński, Maria Starosta                   | 4:24    |
| 6.  | „Źrenice”       | Stanisław Koźlik, Paweł Moszyński                 | Stanisław Koźlik, Paweł Moszyński, Maria Starosta, Arkadiusz Sitarz | 3:58    |
| 7.  | „Sama”          | Stanisław Koźlik, Paweł Moszyński, Maria Starosta | Maria Starosta                                                      | 3:50    |
| 8.  | „Ćma”           | Stanisław Koźlik, Paweł Moszyński, Maria Starosta | Stanisław Koźlik, Paweł Moszyński, Maria Starosta                   | 3:32    |
| 9.  | „Pozytywka”     | Stanisław Koźlik, Paweł Moszyński, Maria Starosta | Stanisław Koźlik, Paweł Moszyński, Maria Starosta                   | 3:29    |
| 10. | „Przezimowanie” | Stanisław Koźlik, Paweł Moszyński, Maria Starosta | Stanisław Koźlik                                                    | 4:07    |
|     |                 |                                                   |                                                                     | 38:58   |

Wersja deluxe
| Nr | Tytuł utworu | Długość |
| -- | ------------ | ------- |
| 1. | „Atom”       |         |
| 2. | „Poszarpane” |         |

(źródło: informacje zawarte we wkładce płyty).

## Twórcy
- Maria Starosta – śpiew
- Bartosz Nazaruk – perkusja
- Jarosław Kucharczyk – gitara w utworach „Hibiskus”, „Spowalniacze”, „Nie”, „Źrenice”, „Sama”, „Ćma”
- Agata Kurzyk – wiolonczela w utworach „Hiatus”, „Spowalniacze”
- Filip Różański – pianino w utworze „Pozytywka”, mellotron w utworze „Przezimowanie”
- Maurycy Idzikowski – trąbka w utworze „Dlatego”
- Tomasz Dworakowski – puzon w utworze „Dlatego”
- Sampler Orchestra (Stanisław Koźlik, Paweł Moszyński) – produkcja muzyczna, programowanie, sampling, beatmaszyny, instrumenty klawiszowe
- Stanisław Koźlik – nagrania, miksowanie (eReM Studio)
- Patryk Tylza – nagrania perkusji (Black Kiss Studio)
- Activator & Smok at Studio As One – mastering
- Zuza Krajewska – fotografie
- Tomasz Kudlak – oprawa graficzna
- Joanna Hodera – project manager
- Anna Pyzińska – A&R

(źródło: informacje zawarte we wkładce płyty).